# Prepseudatrichia bonnieana
Prepseudatrichia bonnieana är en tvåvingeart som först beskrevs av Kelsey 1976.  Prepseudatrichia bonnieana ingår i släktet Prepseudatrichia och familjen fönsterflugor.
Artens utbredningsområde är Namibia. Inga underarter finns listade i Catalogue of Life.